# مارك بولغر
مارك بولغر (بالإنجليزية: Marc Bulger)‏ هو لاعب كرة قدم أمريكية أمريكي، ولد في 5 أبريل 1977 في بيتسبرغ في الولايات المتحدة.

## وصلات خارجية
- مارك بولغر على موقع مرجع كرة القدم المحترفة.كوم (الإنجليزية)